# Eudorylas subterminalis
Eudorylas subterminalis är en tvåvingeart som beskrevs av Collin 1956. Eudorylas subterminalis ingår i släktet Eudorylas och familjen ögonflugor. Arten är reproducerande i Sverige. Inga underarter finns listade i Catalogue of Life.